# Vysoká (1318 m)
Vysoka (1318 m) – szczyt w zachodniej części Niżnych Tatr na Słowacji. Znajduje się w tzw. Ďumbierskich Tatrach (Ďumbierske Tatry) w Dolinie Lupczańskiej (Ľupčianska dolina). Wznosi się w północnym grzbiecie Chabenca (1955 m), który biegnie przez szczyty Krámec, Vysoká, Ľupčianska Magura i Predná Magura, tworząc wschodnie obramowanie Doliny Lupczańskiej. 
Vysoka to dobrze wyodrębniony szczyt o wybitności około 120 m. Jego wschodnie stoki opadają dość stromo do doliny Kľačianki, zachodnie w widły potoku zasilającego Ľupčiankę. Jest całkowicie porośnięty lasem, na północno-wschodnich stokach są w nim skaliste urwiska. Znajduje się poza granicami Parku Narodowego Niżne Tatry. Z powodu całkowitego zalesienia jest pozbawiony widoków, nie ma turystycznego znaczenia i nie prowadzi przez niego żaden szlak turystyczny.